# Auguste Bernard (historien)
Pour les articles homonymes, voir Bernard et Auguste Bernard.
Auguste Joseph Bernard, né à Montbrison le 1er janvier 1811 et mort à Paris le 5 septembre 1868, est un archéologue et historien français, connu pour ses ouvrages sur les régions du Forez et du Lyonnais ainsi que sur l'histoire de la typographie et de l'imprimerie.

## Biographie
Fils de l'imprimeur-libraire Laurent Bernard, il interrompt ses études à l'âge de 17 ans pour aller à Paris, où il entre comme typographe chez Firmin Didot, puis comme correcteur à l'imprimerie royale. Il occupe ses loisirs à rassembler des documents sur l'histoire, les hommes et les usages du Forez et du Lyonnais, ainsi que sur l'histoire de la typographie et de l'imprimerie en France et en Europe. Il publie un nombre considérable d'ouvrages et contribue des articles à de nombreuses revues littéraires et historiques. Il est membre de la Société des antiquaires de France et membre correspondant du Comité des travaux historiques et scientifiques de 1838 à 1868.
Auguste Bernard est le frère du typographe et député républicain Martin Bernard.

## Choix de publications
- Histoire du Forez, 2 vol.
  - [1835] Histoire du Forez, vol. 1, Montbrison, impr. Bernard Aîné, 1835, 346 p. + preuves 42, sur books.google.fr (lire en ligne).
  - [1835] Histoire du Forez, vol. 2, Montbrison, impr. Bernard Aîné, 1835, 318 p. + compléments 80, sur books.google.fr (lire en ligne).
- Les D'Urfé, souvenirs historiques et littéraires du Forez au XVIe et au XVIIe siècles, 1839
- Mémoire sur les origines du Lyonnais (Rhône et Loire), 1846
- Recherches bibliographiques sur le roman d'Astrée, 1848 Texte en ligne
- Notice historique sur l'imprimerie nationale, 1848 Texte en ligne
- Cartulaire de l'abbaye de Savigny
  - [1853] Cartulaire de l'abbaye de Savigny, suivi du Petit cartulaire de l'abbaye d'Ainay, vol. 1 : Cartulaire de Savigny, Paris, imprimerie impériale, 1853, 547 p., sur gallica (lire en ligne).
  - [1853] Cartulaire de l'abbaye de Savigny, suivi du Petit cartulaire de l'abbaye d'Ainay, vol. 2 : Cartulaire d'Ainay, tables, etc, Paris, imprimerie impériale, 1853, p. 551-1167, VI + 622, sur gallica (lire en ligne).
- De l'origine et des débuts de l'imprimerie en Europe, 2 vol., 1853 Texte en ligne 1 2
- Archéologie typographique, recueil comprenant les Voyages typographico-archéologiques en Allemagne, en Belgique, en Hollande, en Angleterre, etc., 1853
- Historique de la proposition du Congrès typographique, 1855 Texte en ligne
- Les Estienne et les types grecs de François Ier, complément des Annales stéphaniennes, renfermant l'histoire complète des types royaux, enrichie d'un spécimen de ces caractères et suivie d'une notice historique sur les premières impressions grecques, 1856 Texte en ligne
- Geoffroy Tory, peintre et graveur, premier imprimeur royal, réformateur de l'orthographe et de la typographie sous François 1er, 1857 Texte en ligne
- Description du pays des Ségusiaves, pour servir d'introduction à l'histoire du Lyonnais (Rhône et Loire), 1858
- Le Temple d'Auguste et la nationalité gauloise, 1863
- [1867] Essai historique sur les vicomtes de Lyon, de Vienne et de Mâcon du XIe au XIIe siècle, Saint-Étienne, libr.-éd. Chevalier, 1867, 44 p., sur gallica (lire en ligne).
- Recueil des chartes de l'abbaye de Cluny, complété et révisé par Alexandre Bruel, 6 vol., 1876-1903 Texte en ligne 1 2 3 4 5 6

## Source biographique
- Gustave Vapereau, Dictionnaire universel des contemporains, 1858, p. 177-178